# 西都甲村
西都甲村（にしとごうむら）は、大分県西国東郡にあった村。現在の豊後高田市の一部にあたる。

## 地理
国東半島の西部、都甲川と支流・長岩屋川の流域に位置していた。
- 山岳：屋山（八面山）[2]

## 歴史
- 1889年（明治22年）4月1日、町村制の施行により、西国東郡長岩屋村、大力村、荒尾村、築地村、松行村が合併して村制施行し、西都甲村が発足[1][2]。旧村名を継承した長岩屋、大力、荒尾、築地、松行の5大字を編成[2]。
- 1941年（昭和16年）9月30日から10月2日までの集中豪雨で、上真玉村の三畑溜池が決壊し大きな被害を受けた[2]。
- 1951年（昭和26年）4月1日、西国東郡高田町、草地村、河内村、東都甲村と合併し高田町が存続して廃止された[1][2]。

## 産業
- 農業、林業、竹細工[2]